# Ulysse reconnaissant Achille (déguisé en femme) parmi les filles de Lycomède
Ulysse reconnaissant Achille (déguisé en femme) parmi les filles de Lycomède  est une peinture à l'huile sur bois de la fin des années 1620, attribuée à l'atelier de Frans Francken II, artiste d'une dynastie de peintres actifs d'Anvers, qui partage avec Pierre Paul Rubens une même culture d'atelier et le goût des  objets. Elle est conservée au musée du Louvre à Paris depuis 1904.
Il s'agit d'un simple travail d’atelier sur un thème à succès chez Frans Francken, réputé notamment pour ses représentations d'intérieurs de collectionneurs et ses peintures de cabinets ; plusieurs variantes et copies sont connues, notamment au musée d’Eger et à la Galerie nationale de Prague ; il existe une meilleure version signée (Härting [1989], no 307, coll. part.).

## Provenance
Ce tableau a été acquis en 1904 par don d'Ernest Grandidier (1833-1912). 

## Description
Frans Francken combine un cabinet d'amateur avec un épisode préludant à la Guerre de Troie, tiré des Métamorphoses d’Ovide (XIII, vers 162 et suiv.), lorsque la mère d'Achille tente de le soustraire à son destin en le cachant dans un groupe de jeunes filles et qu'Ulysse devine le stratagème.
La logique d'inventaire des beautés du monde est nette. La fascination joue sur les filles de Lycomède qui commentent les objets qu'Ulysse a disposés pour elles. Seul Achille ignore ces belles choses, s'emparant des armes. 

## Analyse
Cette œuvre constitue la représentation typique d’un cabinet de curiosités comme temple de la collection et miroir du monde illustrant la diversité des êtres et des choses, avec le cabinet d'ébène aux tiroirs débordant de rangs de perles, le vase précieux, les coffrets marquetés de pierres dures, les coquillages, la vaisselle d'or, les statuettes, la sphère armillaire, mais aussi les armes et les instruments de musiques,. Le bouquet de fleurs, au fond à droite, est imité de Jan Brueghel l'Ancien. 
L'artiste s'amuse, faisant de cette scène une saynète. L'énumération est mélangé  d'une mise en abyme : un bouquet peint voisine avec les peintures au mur, toutes aussi peintes que le bouquet. L'effet de seuil, que met en scène ce panneau, est souligné par le portique ouvrant sur la ville moderne.

## Exposition
Cette peinture est exposée dans le cadre de l'exposition Les Choses. Une histoire de la nature morte au musée du Louvre du 12 octobre 2022 au 23 janvier 2023, parmi les œuvres de l'espace nommé « Sélectionner, collectionner, classer ».